# Der Leichendieb
Der Leichendieb (Originaltitel: The Body Snatcher) ist ein US-amerikanischer Gruselfilm aus dem Jahre 1945 nach der Kurzgeschichte Der Leichenräuber von Robert Louis Stevenson mit Henry Daniell in der Hauptrolle. Regie führte Robert Wise. In dieser Adaption standen die beiden Horrorfilmstars der 1930er Jahre, Boris Karloff und Bela Lugosi, das letzte Mal gemeinsam vor der Kamera.

## Handlung
Die Handlung spielt im Schottland des Jahres 1831.
Der in Edinburgh lehrende Mediziner Dr. MacFarlane ist ein von großem Ehrgeiz getriebener Forscher, der stetig versucht, sein Wissen mit ungewöhnlichen Methoden zu mehren. Als ihn Mrs. Marsh aufsucht, fleht sie den Arzt an, ihrer gelähmten Tochter Georgina zu helfen. MacFarlane beauftragt einen seiner Schüler, Donald Fettes, das Mädchen zu untersuchen. Obwohl Dr. MacFarlane eine Operation empfiehlt, kann er sie aufgrund seiner Lehrtätigkeit selbst nicht durchführen. Als Fettes seine medizinischen Studien wegen Geldmangels aufgeben will, bietet ihm der Arzt einen Posten als sein Assistent bei der Durchführung medizinischer Experimente an. Dadurch erfährt Fettes, dass nicht alle Präparate, die die Studenten bislang seziert hatten, aus dem örtlichen Leichenschauhaus kommen.
Bald muss Fettes die ganze finstere Wahrheit über MacFarlanes Leichenbeschaffung erfahren, als er eines Nachts von einem lauten Klopfen an der Tür geweckt wird. John Gray steht vor ihm, der im Auftrag des Doktors erneut einen Leichnam liefert. Gray ist ein finsterer Bursche, der sich tagsüber offiziell seinen Lebensunterhalt als Kutscher verdient und sich in der Nacht als Leichenräuber im Auftrage des Forschers verdingt hat. Diesmal bringt Gray einen männlichen Leichnam.
Zum nächsten Treffen mit Gray nimmt MacFarlane Fettes mit. Man trifft sich in einer Kneipe, und der Doktor muss sich allerlei Sticheleien seines Leichen stehlenden Zuarbeiters anhören, da er die Operation an Mrs. Marshs Tochter nicht wagen will. Gray beginnt sogar seinen Auftraggeber zu erpressen, die notwendige Operation durchzuführen. Doch MacFarlane drückt sich um die Operation mit der Behauptung, dass ihm für diesen schwerwiegenden Eingriff ein weiterer Leichnam fehle, an dem er zuvor proben könne. Daraufhin liefert John Gray dem Arzt den toten Körper einer blinden Straßensängerin, die Fettes kurz zuvor noch recht lebendig gesehen hatte.
Fettes ist entsetzt und beschuldigt Gray vor MacFarlane des kaltblütigen Mordes. Der Diener des Arztes, der alte Joseph, hört das Gespräch mit. MacFarlane macht Fettes klar, dass, sollte dieser mit seinem Wissen zur Polizei gehen, er der Komplizenschaft beschuldigt werden könnte. Wenig später wagt sich der Doktor an die schwierige Operation an Mrs. Marshs Tochter, die danach jedoch noch immer nicht gehen kann. Joseph will aus seinem Wissen Kapital ziehen und versucht bei einem Besuch bei Gray, diesen zu erpressen. Daraufhin erwürgt Gray Joseph und überreicht dessen Leichnam Dr. MacFarlane auf höchst zynische Weise als „Geschenk“. Des Doktors Haushälterin, Meg Camden, die um das Geheimnis der Leichendiebstähle weiß, rät Fettes, diese unheimliche Stätte zu verlassen, bevor aus ihm ein zweiter Dr. MacFarlane wird.
Der Arzt will sich von der sklavischen Abhängigkeit von seinem Leichendieb befreien und bietet John Gray daher Geld an, wenn dieser ihn zukünftig in Ruhe lasse. Doch Gray verhöhnt seinen Auftraggeber aufs Neue und droht, ihn bis an sein Lebensende mit seiner Anwesenheit zu quälen. Es kommt zu einem Kampf, bei dem Dr. MacFarlane Gray erschlägt. Unmittelbar darauf besucht Fettes Mrs. Marsh und ihre Tochter Georgina. Als diese unvermittelt aufsteht wird ihm klar, dass Dr. MacFarlanes Operation doch ein Erfolg war. Fettes will unbedingt seinem Mentor von dieser erfreulichen Nachricht berichten, doch MacFarlane ist in eine andere Stadt gereist, um Grays Pferd und Wagen zu verkaufen.
Fettes trifft den Arzt in einer Taverne an, wo dieser seinem Assistenten berichtet, dass er nunmehr Grays Arbeit selbst übernehmen wolle und einen frischen Leichnam aus einem noch nicht zugeschütteten Grab zu rauben gedenke. Fettes ist bereit, ihm dabei zu helfen. Und wieder dient John Grays Pferdefuhrwerk als Transportmittel. Diese Nacht stürmt und regnet es gewaltig. Auf der Fahrt zurück glaubt MacFarlane, von hinten Grays spöttische Stimme zu hören. Er stoppt das Fuhrwerk und befiehlt Fettes, den Leichnam zu kontrollieren. Im Laternenlicht meint MacFarlane, in der Leiche John Gray zu erkennen. Inmitten des Gewitters scheuen die Pferde und gehen durch. Dabei stürzen sie über eine Klippe und reißen auch den Arzt in den Abgrund und in den Tod. In der letzten Szene sieht man an der Seite des toten Doktors den Leichnam: es ist der einer Frau.

## Synchronisation
Die deutsche Synchronfassung entstand bei der Beta-Technik Gesellschaft für Filmbearbeitung mbH, München. Helmut Harun schrieb das Dialogbuch und führte Regie.
| Figur                      | Darsteller     | Deutscher Sprecher  |
| -------------------------- | -------------- | ------------------- |
| Dr. MacFarlane             | Henry Daniell  | Alf Marholm         |
| John Gray, der Leichendieb | Boris Karloff  | Christian Marschall |
| Joseph, MacFarlanes Diener | Bela Lugosi    | K. P. Rohnstein     |
| Donald Fettes              | Russell Wade   | Elmar Wepper        |
| Meg Cameron                | Edith Atwater  | Charlotte Kerr      |
| Mrs. Marsh                 | Rita Corday    | Margot Trooger      |
| Georgina Marsh             | Sharyn Moffett | Inez Günther        |

## Produktionsnotizen
Der Leichendieb entstand im Herbst 1944 und wurde am 25. Mai 1945 uraufgeführt. Die deutsche Erstaufführung fand im Rahmen der ZDF-Gruselfilmreihe Der phantastische Film am 29. Oktober 1971 statt.

## Kritiken
Die Kritik lobte diesen Film, trotz eher schwacher Spannung, vor allem aufgrund seiner atmosphärischen Dichte und des gelungenen Zusammenspiels der beiden Horrorfilmveteranen Lugosi und Karloff. Nachfolgend einige Beispiele.
Leonard Maltin schrieb: „Fine, atmospheric tale from Robert Louis Stevensons short story … Last film to Team Karloff and Lugosi, their scenes together are eerie and compelling. One of the classic Val Lewton thrillers“.
Halliwell‘s Film Guide befand: „A familiar theme very imaginatively handled and well acted, though the beginning is slow. The best of the Lewton thrillers“.
Bosley Crowther schrieb in der New York Times am 26. Mai 1945: „This new gloom-lodger, though not as nerve-parlyzing as the performers might lead you to expect, has enough suspense and atmospheric terror to make it one of the better of its genre. … "The Body Snatcher" is certainly not the most exciting "chiller-drama"—the Rialto has often done much better—but it is somewhat more credible than most and manages to hold its own with nary a werewolf or vampire! But then, with Karloff on the prowl, what chance would a blood-thirsty hobgoblin stand?“
Das Lexikon des internationalen Films konstatierte: „Atmosphärisch dichte Verfilmung einer Novelle von Robert Louis Stevenson; ein gut gespielter und auf grobe Schockeffekte verzichtender Klassiker des Horrorkinos.“
In The Bad Guys wird darauf hingewiesen, dass Henry Daniell in diesem Film mit seinem Leichen-Arzt ausnahmsweise einen Schurken spielte, der die Sympathie der Zuschauer auf sich zog, während Boris Karloff mit dem Leichenräuber Gray hier einen seiner besten Auftritte absolvierte.